# IC 3286
IC 3286 је елиптична галаксија у сазвјежђу Береникина коса која се налази на листи објеката дубоког неба у Индекс каталогу.
Деклинација објекта је + 23° 44' 52" а ректасцензија 12h 24m 34,5s. Привидна величина (магнитуда) објекта IC 3286 износи 15,0 а фотографска магнитуда 16,0.